# North American SuperLiga 2008
De Noord-Amerikaanse Superliga 2008 was 2e editie zijn van de Noord-Amerikaanse Superliga. Het huidige plan is dat de Top 4 van de Major League Soccer zich kwalificeren door middel van het totale punten aan het einde van het seizoen 2007. Er is geen kwalificatiemethode voor de Mexicaanse clubs uit de Primera División de México.

## Gekwalificeerde teams
- DC United
- Chivas USA
- Houston Dynamo
- New England Revolution
- CF Atlante
- Pumas UNAM
- Chivas Guadalajara
- Santos Laguna

## Groepsfase

### Groep A
| Team           | Pts | Pld | W | D | L | GF | GA | GD |
| -------------- | --- | --- | - | - | - | -- | -- | -- |
| Houston Dynamo | 6   | 3   | 2 | 0 | 1 | 7  | 2  | +5 |
| CF Atlante     | 6   | 3   | 2 | 0 | 1 | 5  | 6  | -1 |
| CD Guadalajara | 6   | 3   | 2 | 0 | 1 | 3  | 3  | 0  |
| DC United      | 0   | 3   | 0 | 0 | 3 | 4  | 8  | -4 |

#### Speelschema
|                        |             |         |                         |                                                                                   |
| 12 juli 2008 20:00 EDT | D.C. United | 1 – 2   | CD Guadalajara          | RFK Stadium, Washington, D.C. Toeschouwers: 22.453 Scheidsrechter: Walter Quesada |
| 12 juli 2008 20:00 EDT | Emilio 76'  | Verslag | Arellano 23' Pineda 72' | RFK Stadium, Washington, D.C. Toeschouwers: 22.453 Scheidsrechter: Walter Quesada |

|                        |                                          |         |            |                                                                                       |
| 12 juli 2008 22:00 EDT | Houston Dynamo                           | 4 – 0   | CF Atlante | Robertson Stadium, Houston, TX Toeschouwers: 13.105 Scheidsrechter: Courtney Campbell |
| 12 juli 2008 22:00 EDT | De Rosario 20' Holden 21' 29' Mullan 54' | Verslag |            | Robertson Stadium, Houston, TX Toeschouwers: 13.105 Scheidsrechter: Courtney Campbell |

|                        |                    |                    |                                  |                                                                                  |
| 15 juli 2008 20:00 EDT | D.C. United        | 2 – 3              | CF Atlante                       | RFK Stadium, Washington, D.C. Toeschouwers: 12.122 Scheidsrechter: Carlos Batres |
| 15 juli 2008 20:00 EDT | Doe 28' Emilio 79' | Verslag[dode link] | Gabriel Rey 15' 44' Bermudez 49' | RFK Stadium, Washington, D.C. Toeschouwers: 12.122 Scheidsrechter: Carlos Batres |

|                        |                |         |                |                                                                                       |
| 15 juli 2008 22:00 EDT | Houston Dynamo | 0 – 1   | CD Guadalajara | Robertson Stadium, Houston, TX Toeschouwers: 28.723 Scheidsrechter: Enrico Wijngaarde |
| 15 juli 2008 22:00 EDT |                | Verslag | Arellano 71'   | Robertson Stadium, Houston, TX Toeschouwers: 28.723 Scheidsrechter: Enrico Wijngaarde |

|                        |             |         |                                  |                                                                              |
| 19 juli 2008 20:00 EDT | D.C. United | 1 – 3   | Houston Dynamo                   | RFK Stadium, Washington, D.C. Toeschouwers: 12.893 Scheidsrechter: Alex Prus |
| 19 juli 2008 20:00 EDT | Doe 76'     | Verslag | Clark 12' Boswell 29' Holden 84' | RFK Stadium, Washington, D.C. Toeschouwers: 12.893 Scheidsrechter: Alex Prus |

|                        |                            |         |                |                                                                                            |
| 19 juli 2008 22:00 EDT | CF Atlante                 | 2 – 0   | CD Guadalajara | Buck Shaw Stadium, Santa Clara, CA Toeschouwers: 10.370 Scheidsrechter: Hugo Leon Guajardo |
| 19 juli 2008 22:00 EDT | Maldonado 42' Espinoza 88' | Verslag |                | Buck Shaw Stadium, Santa Clara, CA Toeschouwers: 10.370 Scheidsrechter: Hugo Leon Guajardo |

### Groep B
| Team                   | Pts | Pld | W | D | L | GF | GA | GD |
| ---------------------- | --- | --- | - | - | - | -- | -- | -- |
| New England Revolution | 7   | 3   | 2 | 1 | 0 | 3  | 1  | +2 |
| CF Pachuca             | 4   | 3   | 1 | 1 | 1 | 3  | 3  | 0  |
| Chivas USA             | 4   | 3   | 1 | 1 | 1 | 3  | 3  | 0  |
| Santos Laguna          | 1   | 3   | 0 | 1 | 2 | 1  | 3  | -2 |

#### Speelschema
|                         |                        |         |               |                                                                                         |
| 13 juli, 2008 20:00 EDT | New England Revolution | 1 – 0   | Santos Laguna | Gillette Stadium, Foxborough, MA Toeschouwers: 10.118 Scheidsrechter: Enrico Wijngaarde |
| 13 juli, 2008 20:00 EDT | Dube 70'               | Verslag | Rodriguez     | Gillette Stadium, Foxborough, MA Toeschouwers: 10.118 Scheidsrechter: Enrico Wijngaarde |

|                         |            |         |                           |                                                                                  |
| 13 juli, 2008 22:00 EDT | Chivas USA | 1 – 2   | CF Pachuca                | Home Depot Center, Carson, CA Toeschouwers: 14.528 Scheidsrechter: Carlos Batres |
| 13 juli, 2008 22:00 EDT | Razov 16'  | Verslag | Marioni 23' Caballero 42' | Home Depot Center, Carson, CA Toeschouwers: 14.528 Scheidsrechter: Carlos Batres |

|                         |                        |                    |            |                                                                                     |
| 16 juli, 2008 20:00 EDT | New England Revolution | 1 – 0              | CF Pachuca | Gillette Stadium, Foxborough, MA Toeschouwers: 9.614 Scheidsrechter: Walter Quesada |
| 16 juli, 2008 20:00 EDT | Smith 90+6' (pen.)     | Verslag[dode link] |            | Gillette Stadium, Foxborough, MA Toeschouwers: 9.614 Scheidsrechter: Walter Quesada |

|                         |            |         |               |                                                                                      |
| 16 juli, 2008 22:00 EDT | Chivas USA | 1 – 0   | Santos Laguna | Home Depot Center, Carson, CA Toeschouwers: 16.343 Scheidsrechter: Courtney Campbell |
| 16 juli, 2008 22:00 EDT | Razov 73'  | Verslag |               | Home Depot Center, Carson, CA Toeschouwers: 16.343 Scheidsrechter: Courtney Campbell |

|                         |            |         |                        |                                                                                  |
| 20 juli, 2008 20:00 EDT | Chivas USA | 1 – 1   | New England Revolution | Titan Stadium, Fullerton, CA Toeschouwers: 4.738 Scheidsrechter: Abiodun Okulaja |
| 20 juli, 2008 20:00 EDT | Razov 59'  | Verslag | Joseph 78'             | Titan Stadium, Fullerton, CA Toeschouwers: 4.738 Scheidsrechter: Abiodun Okulaja |

|                         |               |         |            |                                                                                          |
| 20 juli, 2008 22:00 EDT | Santos Laguna | 1 – 1   | CF Pachuca | Pizza Hut Park, Frisco, TX Toeschouwers: 6.157 Scheidsrechter: German Arredondo (Mexico) |
| 20 juli, 2008 22:00 EDT | Benítez 72'   | Verslag | Álvarez 4' | Pizza Hut Park, Frisco, TX Toeschouwers: 6.157 Scheidsrechter: German Arredondo (Mexico) |

## Speelschema
|  | Halve finale                | Halve finale   |       |  | Finale                        | Finale |  |
|  |                             |                |       |  |                               |        |  |
|  | 30 juli - Gillette Stadium  |                |       |  |                               |        |  |
|  | New England Revolution      | 1              |       |  |                               |        |  |
|  | Atlante                     | 0              |       |  |                               |        |  |
|  |                             |                |       |  |                               |        |  |
|  |                             |                |       |  | 5 augustus - Gillette Stadium |        |  |
|  |                             |                |       |  | New England Revolution        | 2 (6)  |  |
|  |                             | Houston Dynamo | 2 (5) |  |                               |        |  |
|  |                             |                |       |  |                               |        |  |
|  |                             |                |       |  |                               |        |  |
|  |                             |                |       |  |                               |        |  |
|  | 29 juli - Robertson Stadium |                |       |  |                               |        |  |
|  | Houston Dynamo              | 2              |       |  |                               |        |  |
|  | Pachuca                     | 0              |       |  |                               |        |  |

## Halve finale
|                        |                      |         |            |                                                                                 |
| 29 juli 2008 22:00 EDT | Houston Dynamo       | 2 – 0   | CF Pachuca | Robertson Stadium, Houston, TX Toeschouwers: 16.679 Scheidsrechter: Neal Brizan |
| 29 juli 2008 22:00 EDT | Boswell 77' Ashe 87' | Verslag |            | Robertson Stadium, Houston, TX Toeschouwers: 16.679 Scheidsrechter: Neal Brizan |

|                        |                        |         |            |                                                                                    |
| 30 juli 2008 20:00 EDT | New England Revolution | 1 – 0   | CF Atlante | Gillette Stadium, Foxborough, MA Toeschouwers: 8.302 Scheidsrechter: Carlos Batres |
| 30 juli 2008 20:00 EDT | Joseph 30'             | Verslag |            | Gillette Stadium, Foxborough, MA Toeschouwers: 8.302 Scheidsrechter: Carlos Batres |

## Finale
|                           |                         |                              |                      |                                                                                  |
| 5 augustus 2008 20:00 EDT | New England Revolution  | 2 – 2 6 – 5 na strafschoppen | Houston Dynamo       | Gillette Stadium, Foxborough, MA Toeschouwers: 9.242 Scheidsrechter: Howard Webb |
| 5 augustus 2008 20:00 EDT | Ralston 41' Joseph 102' | Verslag                      | 18' Jaqua 98' Kamara | Gillette Stadium, Foxborough, MA Toeschouwers: 9.242 Scheidsrechter: Howard Webb |